# Кортес-де-Арагон (Теруель)
Кортес-де-Арагон (ісп. Cortes de Aragón) — муніципалітет в Іспанії, у складі автономної спільноти Арагон, у провінції Теруель. Населення — 75 осіб (2010).
Муніципалітет розташований на відстані близько 250 км на схід від Мадрида, 75 км на північ від міста Теруель.

## Демографія
Динаміка населення (INE ):